# WesBank Raceway

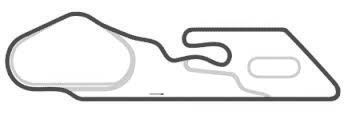
Circuit

WesBank Raceway is een racecircuit in Germiston in de provincie Gauteng, Zuid-Afrika. Het is gebouwd op een voormalige paardenrenbaan en werd geopend in 2003. Er is een oval, een dragstrip, een wegcircuit en een motorcrosscircuit. Het is genoemd naar de sponsor, de Zuid-Afrikaanse bank WesBank.